# Luis Enríquez de Guzmán

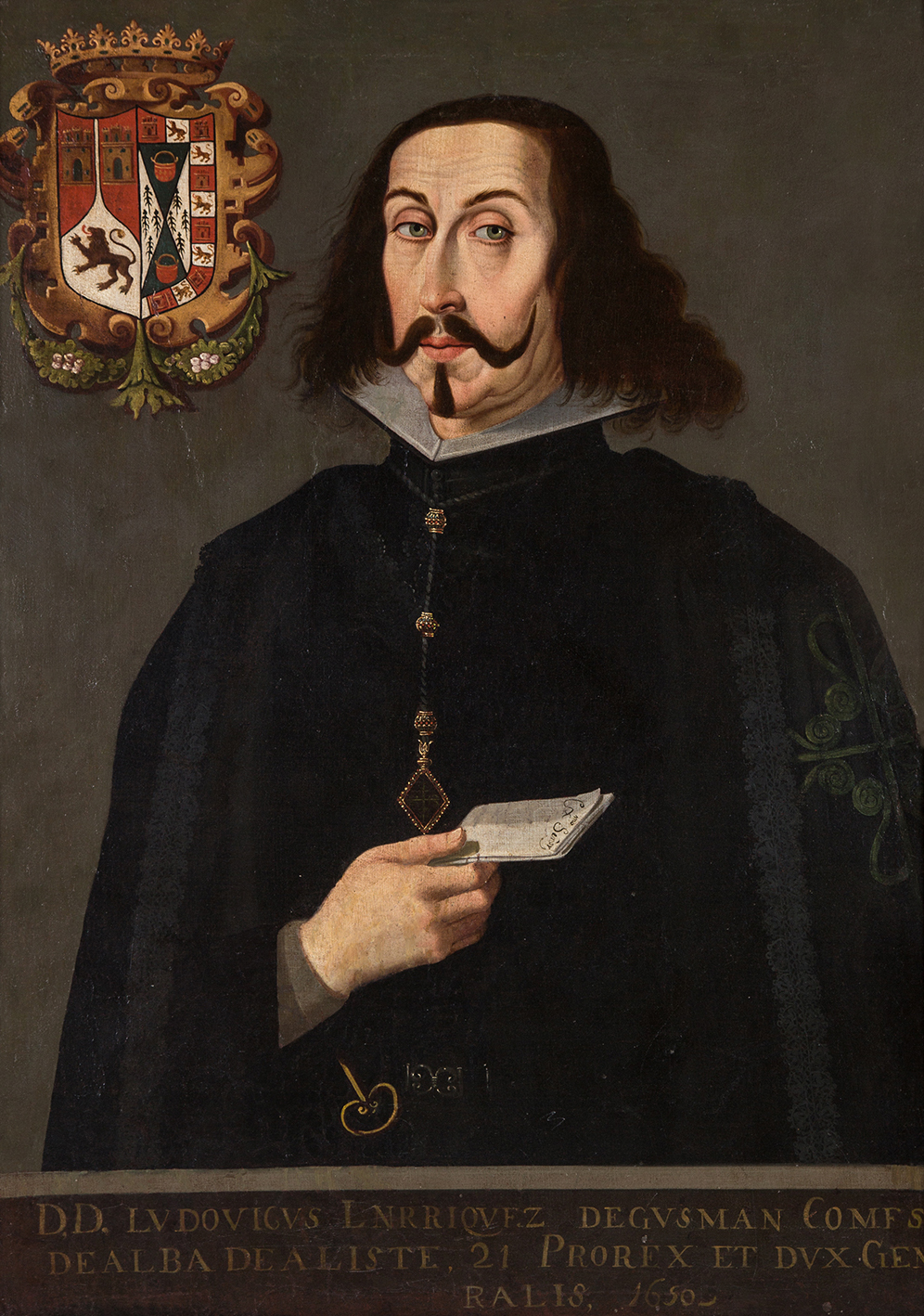

Luis Enríquez de Guzmán, às vezes chamado Henríquez (1610—1680) foi vice-rei da Nova Espanha a partir de 28 de junho de 1650 até 14 de agosto de 1653, e vice-rei do Peru a partir de 24 de fevereiro de 1655 até 31 de dezembro de 1661.

## Na Espanha
Luis Enríquez de Guzmán foi o nono conde de Alba de Liste. Era um tenente e oficial de polícia em Zamora e prefeito de Sacas. Ele também ocupou outros cargos no serviço público, e tornou-se um cavaleiro da Ordem de Calatrava.

## Na Nova Espanha
Em  28 de maio de 1648, foi nomeado vice-rei da Nova Espanha, pelo Rei Filipe IV de Espanha. Chegou em Chapultepec, próximo a Cidade do México, em 27 de junho de 1650 e, no dia seguinte, passou a exercer sua função na Real Audiência. Seu governo, no entanto, começou em 3 de julho, quando fez a entrada formal na Cidade do México.
Entre suas principais realizações como vice-rei está a reforma da tesouraria da colônia. Ele formou dois órgãos para fiscalizar a cobrança de taxas e impostos. Essas ações  levaram a um aumento significativo nas receitas da colônia, a maioria das quais foram enviadas para a Espanha para aliviar a difícil situação financeira do rei Filipe IV.
Uma grande disputa eclodiu entre Juan de Palafox y Mendoza, bispo de Puebla, e a Audiencia, em razão da possibilidade do bispo exibir um emblema de seu cargo na fachada da catedral de Puebla. Um grande incêndio irrompeu no Palácio de Cortés. E a lendária Catalina de Erauso (Monja Alférez) morreu em Veracruz.
Os índios tarahumaras, habitantes de Chihuahua, revoltaram-se durante vários anos. Mataram muitos monges franciscanos, um jesuíta, e alguns soldados. Saquearam e destruíram vários povoados espanhóis. O vice-rei ordenou que o governador de Durango construísse um presídio em Papigóchic, e enviou tropas para lidar com a insurreição. No entanto, os rebeldes destruíram o forte e os saques continuaram. Os espanhóis finalmente capturaram o líder dos rebeldes, Teporaca, que foi enforcado em uma árvore. Morreu "amaldiçoando os espanhóis e os covardes, seus companheiros, que se renderam". Posteriormente, a revolta foi esmagada.
Nos anos de 1651 e 1652, houve fome em Iucatã. Os índios esconderam as suas sementes dos espanhóis, mas sem sucesso. Eles também sofreram uma terrível fome.

## No  Peru
Como recompensa pela grande quantidade de dinheiro enviado para a Espanha, em 22 de fevereiro de 1653, ele foi nomeado vice-rei do Peru. Para fechar acordos na Nova Espanha, ele adiou sua saída até agosto daquele ano. Assumiu o governo do Peru em 24 de fevereiro de 1655, e permaneceu no cargo até 31 de dezembro de 1661.
Em 1657 fundou a Academia Naval da colônia e o Hospital do Espirito Santo em Lima.
Com a permissão do rei, em 1565 foi fundada uma Casa da Moeda em Lima, mas esta logo foi fechada. Devido à escassez de moedas, Enríquez de Guzmán ordenou a sua reabertura, mas sem a autoridade real para  fazê-lo. Foram cunhadas moedas de 1/4, 1/2, 1, 2, 4 e 8 reales e 8 escudos de 11 de dezembro de 1658 até abril de 1660. Essas moedas ficaram conhecidas como Estrellas de Lima (Estrelas de Lima). Apenas alguns poucos exemplares chegaram aos nossos dias.